# Хамерман знищує віруси

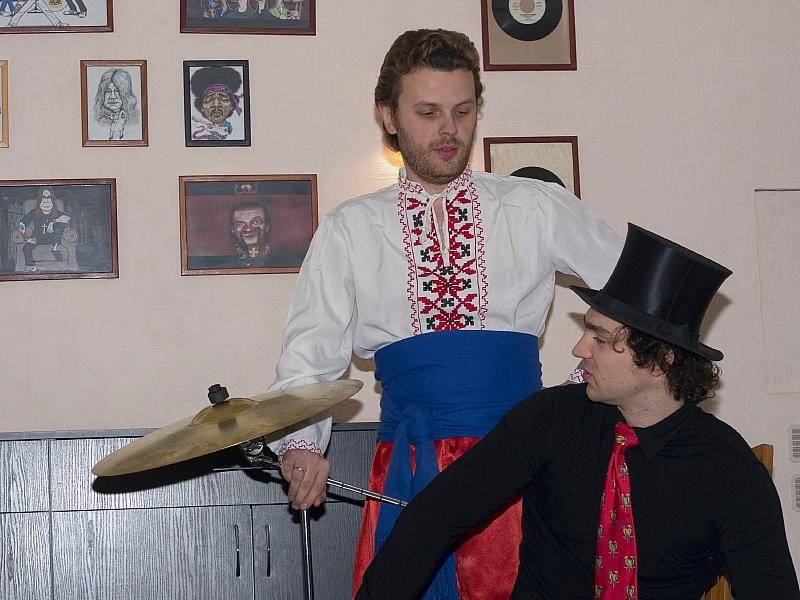
Хамерман Знищує Віруси

Хамерман Знищує Віруси — український музичний гурт, заснований 1996 року у місті Суми. З оригінального складу гурту залишилось двоє музикантів, що зараз і складають гурт Хамерман Знищує Віруси — Володимир Пахолюк (вокал, тексти) та Альберт (Олег) Цукренко (вокал, музика). Час від часу з ними виступав Сергій Трушель (гітара).

## Історія створення
1996-го року сумський звукорежисер та ідеолог музичного андеграунду в Сумах Михайло Капуста зібрав музикантів із різних гуртів: Альберта Цукренка, Павла Сипала, Володимира Пахолюка. Альберт та Павло на той час писали електронну музику, та подекуди були прихідними музикантами у різних сумських музичних гуртах. Пахолюк на той час грав у панк-гурті «Jobless Pilots». Саме тоді був створений гурт «ХЗВ».
Лауреати фестивалю «Червона Рута» 1999 року, переможці конкурсу «Перлини сезону» 2000 року у номінації «танцювальна музика».
Гурт декілька разів виступав хедлайнерами музичних фестивалів, таких, як «Файне місто» (Тернопіль), «Нашатир» (Дніпро) та «Захід Фест» (Родатичі)

## Дискографія
- 2001 Millennium Хітз
- 2003 Страшний Суд і Мягка Піся (передрукований у 2007 році у форматі Digipack з додаванням бонус-треків)
- 2004 Поп-звезда (передрукований у 2006 році у форматі Digipack)
- 2010 Куй (презентація відбулася 24 грудня 2010 у київському клубі «Хліб»).
- 2018 Лой (презентація відбулася 27 травня 2018 у київському клубі «Docker Pub»).
- 2020 Ctrl+Alt+Del (за участі піаністки Олександри Морозової)
- 2020 Кря (презентація відбулася 16 грудня 2020 у київському клубі «Docker Pub»).

## Кліпи
У офіційному кліпі гурту «Половинки», знялася музикантка Діана Лотоцька.

## Скандали
- Після фесту Porto Franko в Івано-Франківську міський голова Руслан Марцінків доручив освятити місце фестивалю — палац Потоцьких, бо гурт не дотримався моральних норм і християнських цінностей.[3] А організаторам довелось сходити на допит щодо відкритої справи за хуліганство.[4]

- Після виступу на Драгобраті 26 січня 2024 Ірина Верещук, яка не могла зрозуміти про що казав Байден кажучи про великі проблеми з корупцією в Україні, розкритикувала цей виступ як моральне падіння.[3]